# شلی (آیداهو)
شلی (به انگلیسی: Shelley) شهری در شهرستان بینگهام ایالت آیداهو است که جمعیت آن در سرشماری سال ۲۰۱۰ میلادی ۴٬۴۰۹ نفر بوده است.

## نگارخانه

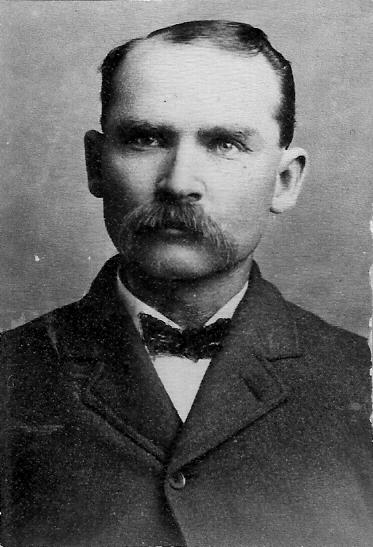
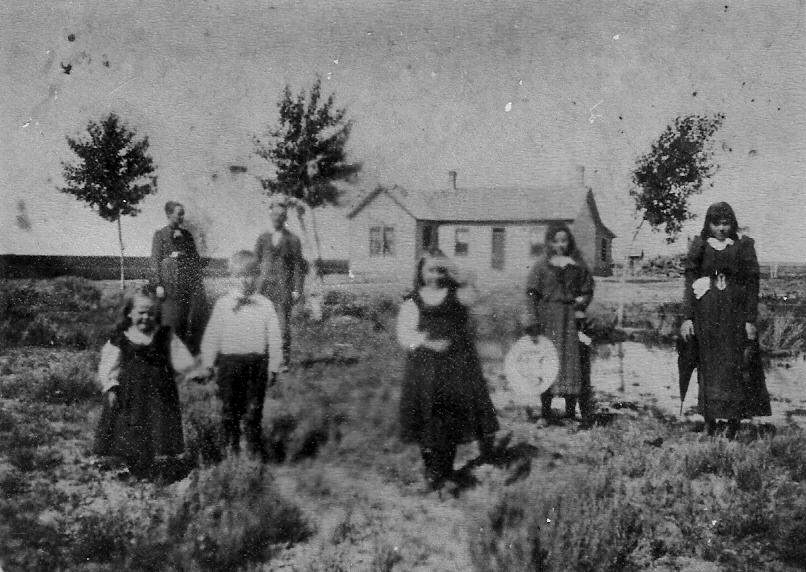

## موقعیت جغرافیایی
موقعیت جغرافیایی شهرها و مناطق اطراف به شرح زیر است: